# Terminal Terrestre Quitumbe
La Terminal Terrestre Quitumbe es la principal estación de autobúses de transporte interprovincial en la ciudad de Quito y, conjuntamente con la de Guayaquil, las de mayor tráfico de pasajeros en el Ecuador. Es además una estación multimodal del Sistema Integrado de Transporte Metropolitano de Quito (SITM-Q), con conexiones hacia el Metro de Quito y los corredores Trolebús, Sur Oriental y Sur Occidental, Ecovia, mediante los cuales se puede acceder a casi cualquier punto de la ciudad.
La terminal fue inaugurada en diciembre de 2008 y puesta a operar en julio del 2009, en el sur de la ciudad, y es cercana a parques, centros comerciales, barrios y otros servicios, tiene un patio de comidas y locales comerciales, información turística, y algunas agencias bancarias, es una de las principales estaciones del sistema Metrobus Q. Sirve como reemplazo a la antigua terminal terrestre de Cumandá, que se ubicaba en la avenida 24 de Mayo y calle Morales.

## Historia
Desde 1986 hasta 2009 la terminal interprovincial que sirvió a la ciudad de Quito fue la de Cumandá, ubicada en el centro de la ciudad cerca a la calle La Ronda. El crecimiento de la ciudad hizo que se empezara a planear el traslado de la terminal terrestre a un lugar más abierto.
La terminal terrestre de Quitumbe, junto con la de Carcelén, fue planeada por primera vez en el año 2005, debido a los múltiples problemas que presentaba la antigua terminal de Cumandá, como la inseguridad, suciedad y poco espacio, empezando la construcción en el año 2006. Se estableció que Cumandá cerraría progresivamente en 2007 para abrir las nuevas terminales, sin embargo las obras de Quitumbe y Carcelén se retrasaron hasta mediados del 2009.
Ya en 2009, el alcalde Andrés Vallejo y los representantes del transporte interprovincial determinaron el cierre total del terminal de Cumandá y la operación inmediata de los nuevos terminales de Quitumbe y Carcelén, se diseñaron rutas alimentadoras para conectar los terminales interprovinciales del norte y sur con el sistema Metrobus-Q. En junio de ese año se abrieron por primera vez las terminales, coexistiendo con la de Cumandá durante un mes, para finalmente a inicios de julio cerrar Cumandá y dar paso al funcionamiento total de Quitumbe y Carcelén.
A finales del 2008, antes de que funcionara la terminal interprovincial, se abrió la extensión del Trolebús entre Morán Valverde y Quitumbe. Posteriormente se abrieron los circuitos Sur Oriental y Sur occidental hasta esta misma estación.

## Conexión con la ciudad y el país
Conecta a todo el lado Sur del país y a toda la ciudad con el sistema de transporte Metrobús-Q (Trolebús, los corredores Sur Oriental y Sur Occidental); con breves conexiones con la Ecovía y el Metrobús. La terminal interprovincial Quitumbe tiene una extensión de 12,8 hectáreas y se ubica entre las avenidas Mariscal Sucre y Cóndor Ñan y la bordean las quebradas Ortega y El Carmen, catalogadas como áreas protegidas.

### Destinos con mayor cantidad de pasajeros
| N.º | Destinos      | Provincia                      | Pasajeros por año (aprox). |
| --- | ------------- | ------------------------------ | -------------------------- |
| 1   | Guayaquil     | Guayas                         | 20.000.000                 |
| 2   | Cuenca        | Azuay                          | 8.000.000                  |
| 3   | Ambato        | Tungurahua                     | 7.250.000                  |
| 4   | Manta         | Manabí                         | 5.500.000                  |
| 5   | Santo Domingo | Santo Domingo de los Tsáchilas | 4.750.000                  |
| 6   | Latacunga     | Cotopaxi                       | 4.250.000                  |
| 7   | Esmeraldas    | Esmeraldas                     | 4.000.000                  |
| 8   | Ibarra        | Imbabura                       | 3.750.000                  |
| 9   | Machala       | El Oro                         | 3.500.000                  |
| 10  | Riobamba      | Chimborazo                     | 3.250.000                  |
| 11  | Quevedo       | Los Ríos                       | 2.750.000                  |
| 12  | Loja          | Loja                           | 2.250.000                  |
| 13  | Portoviejo    | Manabí                         | 2.000.000                  |
| 14  | Babahoyo      | Los Ríos                       | 1.900.000                  |
| 15  | Tulcán        | Carchi                         | 1.820.000                  |
| 16  | Salinas       | Santa Elena                    | 1.510.000                  |
| 17  | Nueva Loja    | Sucumbíos                      | 1.400.000                  |
| 18  | Coca          | Orellana                       | 1.300.000                  |
| 19  | Atacames      | Esmeraldas                     | 1.200.000                  |
| 20  | Durán         | Guayas                         | 1.000.000                  |

## Diseño
El diseño básico de la terminal es funcional, sencillo y moderno, dijo Arregui. Está conformada por una estructura metálica de 45 m de luz y pórticos de 15 m de altura. Cuenta con servicios de alimentación, compras, farmacias, bancos, parqueaderos cómodos con amplios accesos. Las terminales de Quitumbe, en el sur, y Carcelén, en el norte, reciben a todos los visitantes que llegan desde la Costa, la Sierra y el Oriente del país, y de cantones cercanos a la capital.

## Accesos a la ciudad y zonas rurales
Para conectar al terminal Quitumbe con gran parte de la ciudad y zonas periféricas, se pusieron a funcionar los diferentes corredores (Trolebús, Ecovía, Sur Occidental y Central Norte). También cuenta con servicio de taxis y transporte de carga liviana.
- Datos: Q6142772
- Multimedia: Terminal terrestre Quitumbe / Q6142772